# Заколдованное каноэ

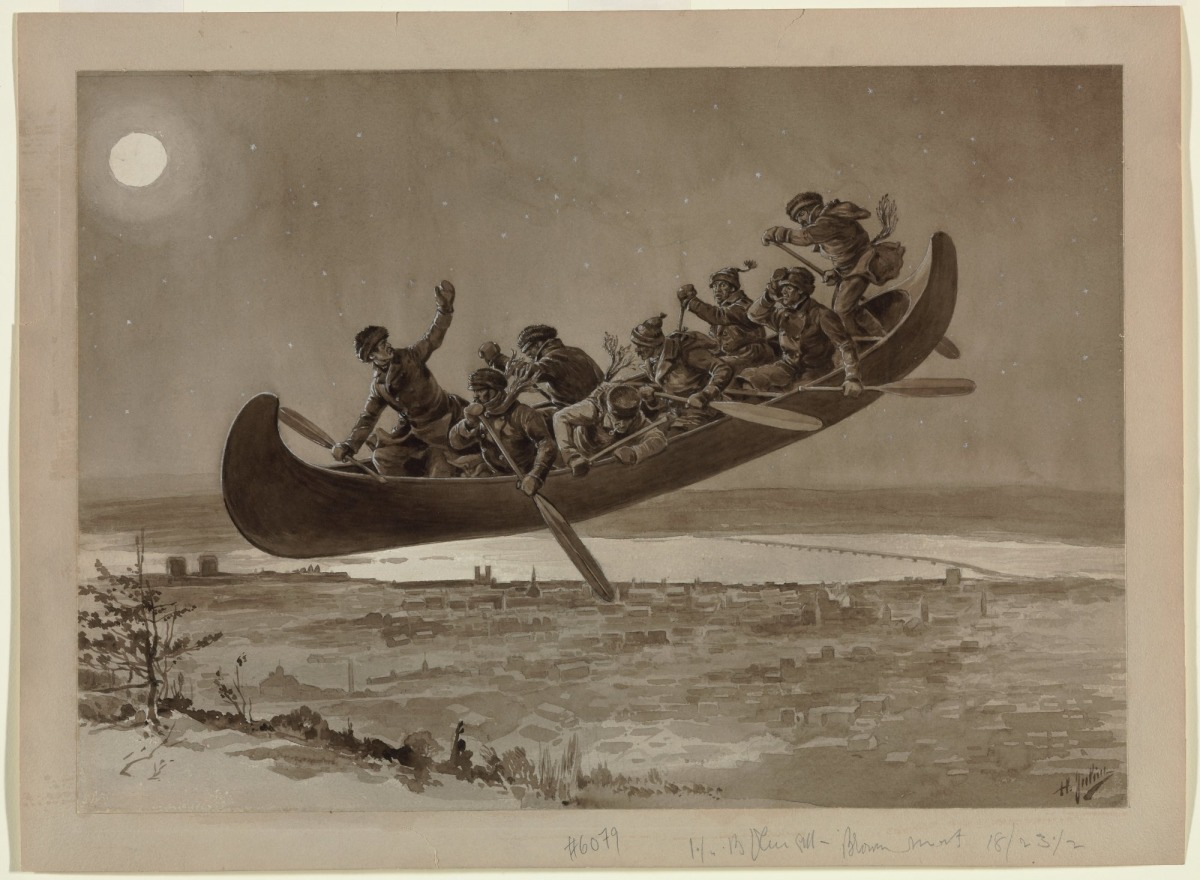
Анри Жюльен, La Chasse-galerie, 1906, Национальный музей изобразительных искусств (Квебек)

Заколдованное каноэ (фр. La chasse-galerie, англ. The Bewitched Canoe, Witched Canoe) — популярный франко-канадский фольклорный сюжет о приятелях, заключивших договор с дьяволом, который помогает им совершить фантастическое путешествие по небу на каноэ, разновидность сюжета о Дикой Охоте. Наиболее известная литературная версия сюжета написана Оноре Бограном (1848—1906) и опубликована в 1892 году.

## Содержание легенды
В своей повести «La Chasse-galerie» Оноре Богран описывает события следующим образом. После пьянки, длившейся всю новогоднюю ночь, приятели-лесорубы, находящиеся на далекой лесной стоянке, желают навестить своих оставшихся дома подруг. Единственный способ преодолеть расстояние в почти 500 километров и обратно, чтобы утром успеть выйти на работу, — это воспользоваться «заколдованным каноэ», то есть заключить договор с дьяволом, и тогда их каноэ сможет перелететь по воздуху в нужное место на волшебной скорости. Однако путешественники во время полета должны остерегаться упоминать Господа или касаться церквей. Если один из этих запретов будет нарушен, то дьявол получит их души в своё распоряжение. Герои решают больше не прикасаться к спиртному, чтобы в головах была ясность. После этого они усаживаются в каноэ, произносят заклинание и взлетают. Они пролетают замерзшую реку Гатино, множество деревень, церквей и город Монреаль. Заколдованное каноэ в конце концов приземляется возле дома, где вовсю идет новогоднее гулянье. Никого не удивляет неожиданное прибытие гостей издалека, их встречают с распростёртыми объятиями, и вскоре уже они танцуют и празднуют вместе со всеми. Наступает время возвращаться, и вот уже они летят назад безлунной ночью. Однако выясняется, что их предводитель не сдержал обещания ничего не пить и потому управляет лодкой плохо. Пролетая над Монреалем, они почти врезаются в верхушку церкви, и вскоре после этого каноэ падает в глубокий сугроб. Пьяный предводитель начинает ругаться и божиться. Путешественники пугаются, что это нарушит договор и души их пропадут, связывают своего друга, затыкают ему рот и выбирают другого навигатора. В конце концов каноэ врезается в сосну, все вываливаются из него и теряют сознание. Наутро друзья находят путешественников, спящих в лесу, и решают, что эта странная картина — результат неумеренных возлияний накануне. Сами герои договариваются не говорить никому правды о том, что с ними произошло.
В народной традиции существуют разные концовки легенды. В изложении Оноре Бограна дьявол проявляет щедрость и позволяет героям вернуться назад без потерь. В других версиях герои обречены летать в каноэ по аду и появляться в небе каждую новогоднюю ночь, но почти во всех вариантах всем удается избежать условий, поставленных дьяволом. По версии, записанной квебекским этнографом Жан-Клодом Дюпоном в Ла-Тюке, дело происходит в ночь перед Рождеством, и дьявол сам находится среди пассажиров лодки и управляет ею.
Детали легенды также отличаются в зависимости от региона. В Акадии вместо каноэ фигурирует рыбацкая лодка. В нижнем течении реки Святого Лаврентия герои легенды путешествовали на перевёрнутой вверх дном карете или верхом на свинье. А на Мадленских островах полет каноэ сопровождался ужасными визгами, воем и звоном цепей. Существует акадийская версия, где путешествие совершается верхом на безразмерном топорище.

## Происхождение легенды
Квебекская легенда о заколдованном каноэ представляет собой продолжение общеевропейской легенды о Дикой охоте (фр. chasse fantastique). Макабрические скачки на лошадях — частый мотив во французских легендах. Также встречается он в немецком и голландском фольклоре.
Существует французская фольклорная песня о некоем аристократе по имени Гальри (фр. Gallery), который был приговорён к вечным скачкам по ночному лесу в своре нечистой силы в наказание за то, что не соблюдал воскресенья и предпочитал охоту посещению церкви. Образ Гальри восходит, в свою очередь, к королю вестготов, «язычнику» Алариху II (фр. Alaric). Именно это имя в искажённом виде и превратилось впоследствии в Galerie.

## Заколдованное каноэ в современной культуре

### В литературе
- Произведения Мишеля Трамбле (для него заколдованное каноэ символизирует творческий дар, полет воображения, удел художника)[5]:
  - романы «La grosse femme d'à côté est enceinte» и «La duchesse et le roturier»
  - либретто оперы «Неллиган»
  - пьеса «Les Belles-soeurs»
- Роман Фред Варгас (Fred Vargas) L’armée furieuse (2011)
- Роман Себастьяна Шартрана (Sébastien Chartrand) L’ensorceleuse de Pointe-Lévy (2013)
- Сборник франко-канадских сказок Legends of French Canada (составитель: Эдвард Вудли (Edward C. Woodley) (1931, 1938)[6]
- The Flying Canoe (La Chasse-Galerie) / J.E. LeRossignol (1929)[7]

### В музыке
- Песня «Chasse Galerie» в исполнении Клода Дюбуа (альбом Rencontre de rêves live, 1992)
- Монреальская группа фолк-метал Blackguard использовала изображение летящего каноэ на обложке альбома Profugus Mortis (2009). В альбом включена песня «The Last We Wage», в которой использована легенда о заколдованном каноэ[8]
- Квебекская блэк-метал-группа Chasse Galerie (создана в 2007)[9]
- Ария «La chasse-galerie» в опере Андре Ганьона (André Gagnon) на либретто Мишеля Трамбле Неллиган
- Песня La chasse-galerie в исполнении Даниэля Лавуа (альбом La Licorne Captive : un projet musical de Laurent Guardo, 2014)
- Увертюра «La Chasse-Galerie» русско-канадского композитора Айрата Ишмуратова

### В кино
- Мультфильм The Legend of the Flying Canoe (La Chasse-galerie) (Канада, 1996)[10]
- Мультфильм Crac (Канада, 1981)[11]

### Прочее
- В 1991 году в Канаде выпущена почтовая марка достоинством 40 центов с иллюстрацией легенды о заколдованном каноэ в серии «Канадские народные сказки»[12]
- В оформлении одного из старейших аттракционов (La pitoune) в монреальском парке La ronde использован образ заколдованного каноэ с фигурой дьявола[13]
- Мотив легенды используется на ярлыке эля Maudite производства квебекской пивоварни Unibroue[14]
- Во время церемонии открытия зимних Олимпийских игр в Ванкувере в 2010 году скрипач Колин Майер пролетел по воздуху на «волшебном каноэ»[15]
- Концертный зал в Лавальтри (Квебек) называется La chasse-galerie[16]